# МБАЛНП „Свети Наум“
Многопрофилната болница за активно лечение по неврология и психиатрия „Свети Наум“ (МБАЛНП), София е сред най-старите болници в България в областта на неврологията и психиатрията.
Основана е през 1938 година. Наричана е Болница на Четвърти километър, тъй като се намира в близост до бул. „Цариградско шосе“, на неговия четвърти километър от Орлов мост по посока Пловдив.
В състава на болницата влизат:
- 4 неврологични клиники;
- 3 психиатрични клиники;
- детска неврологична клиника;
- психиатрична клиника по съдебна психиатрия и психология.

## Специалности
- Дегенеративни и съдови деменции
- Нарушения на периферната нервна система
- Заболявания на вестибуларния апарат
- Заболявания на вестибуларната нервна система
- Паркинсонова болест
- Нарушения на съня
- Множествена склероза
- Други невродегенеративни заболявания
- Епилепсия
- Неепилептични пароксизмални състояния
- Главоболие
- Радикулити, невралгии
- Шизофрения, шизотипни и налудни разстройства
- Разстройства на настроението
- Невротични, свързани със стрес и соматоформни разстройства
- Разстройства на личността и поведението в зряла възраст